# James Thomson
James Thomson (11. září 1700, Ednam, Roxburghshire, Skotsko – 27. srpna 1748, Richmond, dnes Londýn) byl anglický preromantický básník a dramatik skotského původu.

## Život
Pocházel z rodiny duchovního a dětská léta strávil na venkově na skotsko-anglickém pomezí. V Edinburghu studoval na kněze, studium ale kvůli smrti svého otce nedokončil a roku 1725 odešel do Londýna, kde se věnoval literatuře. Živil se jako vychovatel ve šlechtických rodinách, roku 1731 byl společníkem mladého šlechtice na cestách a navštívil Francii, Švýcarsko a Itálii. Získal si několik mecenášů, kteří ho po návratu do vlasti uvedli do kruhu literátů kolem Alexandra Popea a postupně mu zajistili práci v několika veřejných úřadech, takže se těšil až do své smrti poměrně slušnému blahobytu.
Úspěch a evropský věhlas mu přineslo hned jeho první dílo, rozsáhlá filosoficko-meditativní báseň The Seasons (Roční doby), kterou vydával po částech od roku 1726 do roku 1730, jejímž hlavním tématem je příroda a citlivost vůči ní, což je typické pro rodící se preromantismus. Slavnou se stala také jeho óda Rule, Britannia! (1740, Vládni, Británie!) z masky Alfred, kterou zhudebnil Thomas Arne a která se stala britskou vlasteneckou písní. Byl také autorem několika nevýrazných klasicistických tragédií, které neměly příliš velký ohlas.

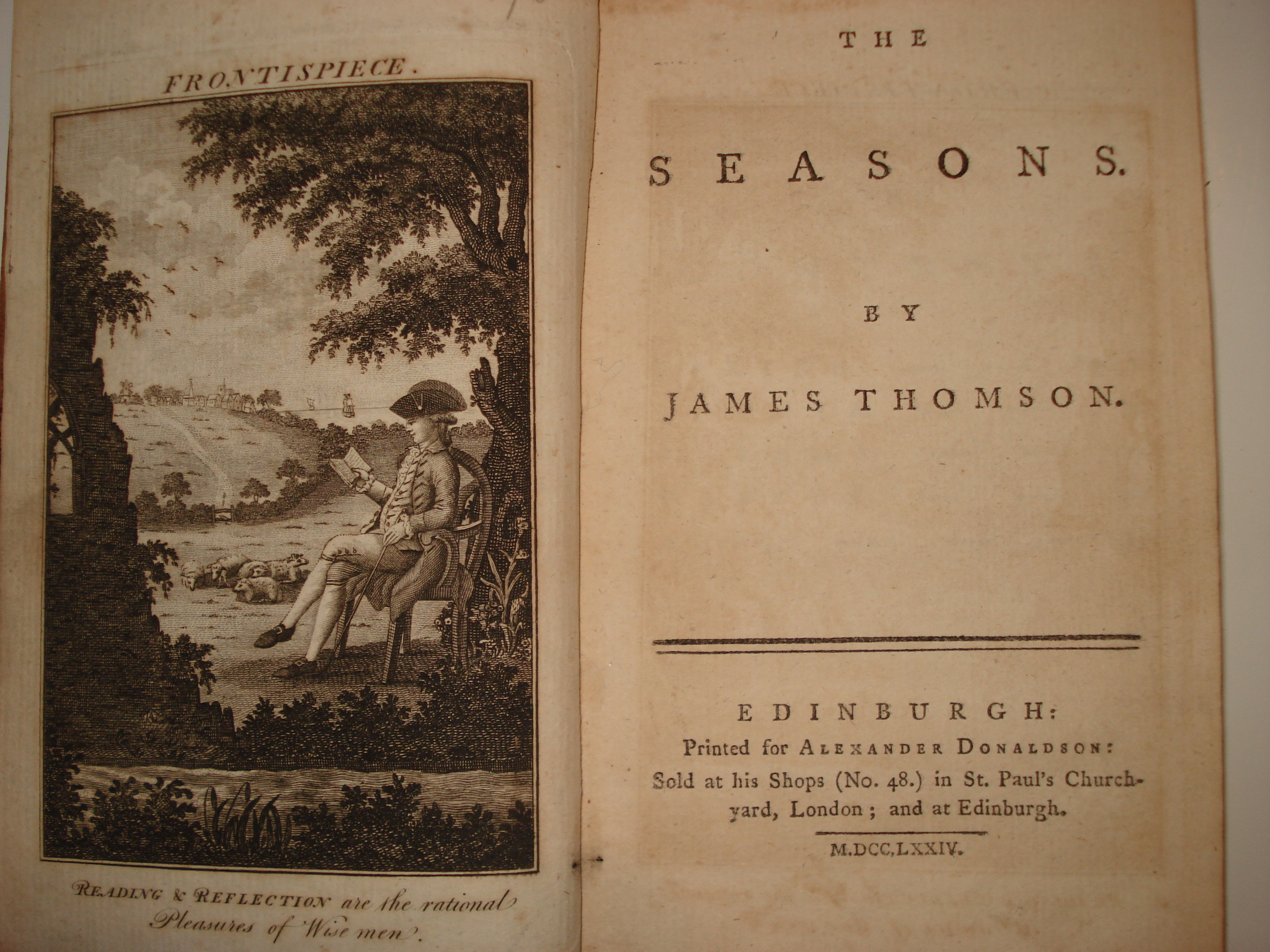
The Seasons, vydání z roku 1774

## Výběrová bibliografie
- The Seasons (1726–1730, Roční období), česky jako Počasy, Čtvero počasí nebo Roční časové, rozsáhlá filosoficko-meditativní báseň, jejíž čtyři části vydával Thomson postupně: Winter (1726, Zima), Summer (1727, Léto), Spring (1728, Jaro a Autumn (1730, Podzim), konečná rozšířená vere 1744.[3] Hlavním tématem básně není člověk, ale příroda. Báseň je napsána v blankversu a obsahuje sugestivní popisy krajiny, dějů a prací v přírodě podle ročních období, do kterých jsou vkládány epizodické příběhy, naučné výklady a zbožné kontemplace. Cyklické proměny přírody jsou oslavou Boha, který se jejich prostřednictvím projevuje, zároveň je ale v básni obdivován nový newtonovský matematický řád vesmíru. Samotná příroda je zdrojem silných citových zážitků, které očišťují a zušlechťují. Přestože je báseň napsána v blankversu klasicistickým slovníkem a ornamentálním rétorickým stylem, je významným projevem nové citlivosti vůči přírodě, charakteristickým pro rodící se preromantismus.[1]
- The Ttragedy of Sophonisba (1730, Sofonisba), tragédie antické kartaginské šlechtičny.
- Liberty (1734–1736, Svoboda), patriotická, těžkopádným stylem napsaná a ne příliš úspěšná báseň o pěti částech, zdlouhavý monolog Bohyně svobody, který popisuje vývoj svobody od antiky až po soudobou britskou politiku whigů, s nimiž autor sympatizoval.
- Alfred (1737, Alfréd), maska, kterou napsal se svým přítelem Davidem Malletem (nebo Mallochem, asi 1705–1765), jejímž obsahem je oslava vítězství krále Alfréda Velikého nad Vikingy. Roku 1740 byla hra uvedena s hudbou Thomase Arneho, který ji roku 1745 přepracoval na oratorium a roku 1753 na operu. Píseň Vládni, Británie!, úzce související s britským námořnictvem a s britskou armádou, tvoří finále celého díla.
- Agamemnon (1738, Agamemnón), tragédie.
- Edward and Eleonor (1739, Edward a Eleonora), tragédie, jejímiž hrdiny jsou anglický král Eduard I. a jeho manželka Eleonora. Hra nebyla nikdy uvedena.
- Tancred and Sigismunda (1745, Tancred a Sigismunda), nejúspěšnějí autorova tragédie.[1]
- Coriolanus (1748), tragédie.
- The Castle of Indolence (1748, Hrad lenosti), poslední autorovo dílo, alegorická báseň o kouzelníkovi, který láká pocestné do svého hradu, kde se oddávají sladké zahálce s stanou se jeho vězní. Nakonec jsou osvobozeni Rytířem činorodosti, který je představitelem moderní podnikavosti. Ve snaze napodobit pohádkovou atmosftéru Královny víl Edmunda Spensera použil spenserovskou strofu, v mnoha případech velice úspěšně.[1]

## Adaptace
- Alfred (1745, Alfréd), oratorium anglického skladatele Thomase Arneho.
- Alfred (1753, Alfréd), opera anglického skladatele Thomase Arneho.
- Die Jahreszeiten (1801, Roční období nebo Čtvero ročních období), oratorium rakouského skladatele Josepha Haydna, jehož libreto od Gottfrieda van Swietena je založeno na výňatcích z Thompsonovy básně Roční období.

## Česká vydání
- Počasy, Praha: Jan Spurný 1842, přeložil František Doucha.
- Počasy, Praha: Wácslaw Hess 1852, přeložil František Doucha.
- Čtvero počasí, Praha: Jindřich H. Boehm 1872, přeložil Jindřich H. Boehm, vydáno jako text k oratoriu Josefa Haydna.
- Moderní básníci angličtí, Praha: Josef R. Vilímek 1898, přeložil Jaroslav Vrchlický, antologie obsahuje básníkova díla Rule, Britannia! a Hymna (epilog Počasů).
- Počasy, Praha: I. L. Kober 1889, přeložil František Doucha.
- Roční časové, Praha: Jan Otto 1912, přeložil Josef J. David.